# Балога Іван Іванович
Бало́га Іва́н Іва́нович (нар. 10 листопада 1966, с. Завидово, Мукачівський район, Закарпатська область) — український підприємець; депутат Мукачівської районної ради; депутат двох скликань та голова Закарпатської обласної ради (2010-2014).

## Біографія
Народився року у селі Завидово Мукачівського району. У 1991 році закінчив Львівський торговельно-економічний інститут за спеціальністю «товарознавство і організація торгівлі продовольчими товарами» та здобув кваліфікацію товарознавця вищої категорії.
Після закінчення навчання трудову діяльність розпочав у системі Мукачівської райспоживспілки.
Згодом перебував на різних посадах у ТОВ «Рей-Промінь», очолював ТОВ «Барви Закарпаття», ТОВ «Октан-М», ТОВ Торговий дім «Октан».
Працював заступником та президентом корпорації «Західна нафтова група „Карпати“», головою правління ТОВ «Барва».
У 2006 році призначений першим заступником голови Закарпатської обласної державної адміністрації Гаваші Олега Олодаровича.
З квітня 2010 року — заступник голови правління ТОВ «Барва».
З 23 листопада 2010 року — голова Закарпатської обласної ради VI скликання.
Обирався депутатом Мукачівської районної ради, депутатом Закарпатської обласної ради четвертого та п'ятого скликань.

### Родина
Батько — Іван Павлович Балога, мати — Марія Василівна Балога (одружилися 7 жовтня 1962).
Брати Івана Балоги — Віктор та Павло.
Одружений, виховує трьох дітей.

## Громадська діяльність
З липня 2008 року — голова Закарпатської обласної організації Єдиного Центру.

## Відзнаки
- Нагороджений орденом «За заслуги» ІІІ ступеня.